# Athanásios Pétsos
Athanásios « Thános » Pétsos (en grec : Αθανάσιος «Θάνος» Πέτσος) est un footballeur grec, né le 5 juin 1991 à Düsseldorf en Allemagne. Il évolue comme arrière droit au WSG Tirol.

## Biographie
Né en Allemagne de parents grecs, Petsos commence le football à 8 ans au Düsseldorfer SC 1899, avant d'intégrer le centre de formation du Bayer Leverkusen en 2001 à l'âge de 10 ans.
Il passe professionnel en 2009 et dispute son premier match professionnel contre Hanovre. Match qui est le seul de sa saison.
Pour la saison 2010/11, il est prêté le 2 août au 1.FC Kaiserlautern.

## Palmarès
Vierge